# Luché-Thouarsais
 Luché-Thouarsais  es una población y comuna francesa, situada en la región de Poitou-Charentes, departamento de Deux-Sèvres, en el distrito de Bressuire y cantón de Saint-Varent.

## Demografía
| 434 | 375 | 349 | 338 | 336 | 327 |
| Para los censos de 1962 a 1999 la población legal corresponde a la población sin duplicidades (Fuente: INSEE [Consultar]) |     |     |     |     |     |